# 根来由実
根来 由実（ねごろ ゆみ）は、日本のヴァイオリン奏者である。

## 経歴
湘南白百合学園小学校、湘南白百合学園中学・高等学校、東京藝術大学卒業。同大学卒業年の9月に秋山和慶率いる洗足学園ニューフィルハーモニック管弦楽団のコンサートミストレスに就任。
国民文化祭とくしま記念オーケストラのコンサートミストレスをはじめ、東京フィルハーモニー交響楽団の客演首席奏者、関西フィルハーモニー管弦楽団、中部フィルハーモニー交響楽団、東京室内管弦楽団、横浜シンフォニエッタ、千葉交響楽団、フランスで年に一度開催される最大級のクラシック音楽の祭、ラ・フォルジュルネ2014やオーヴェルニュ室内管など国内外の数々のオーケストラのゲストコンサートミストレス、首席として出演
また、横浜市の鶴見区サルビアホールのレジデントアーティストとして神奈川フィルと共演、活動するなど、地域の文化復興活動にも携わっている。
室内楽活動では、2008年にチェロ奏者の島津由美とデュオ Yumi×Yumiを結成
2012年にCD Yumi×Yumi “Passacaglia” をリリース！
2015年には元東京交響楽団の西田博（コンサートマスター）、諸橋健久（首席ヴィオラ奏者）、ベアンテ・ボーマン（首席チェロ奏者）とともに弦楽四重奏、Quartet ” Vintage ”（ヴィンテージカルテット）結成
ヴァイオリンを澤和樹、前橋汀子、若林暢、山本由香子らに師事。
マスタークラスにて、レオン・シュピーラー、ステファン・ピカール、ヤン･ソンシク、ルイス・カプランらに師事。
室内楽を岡山潔、北本秀樹、青柳晋、藤森亮一らに師事。